# René Louis
Pour les articles homonymes, voir Louis.
René Louis, né le 2 mars 1906 à Auxerre où il est mort le 23 juin 1991, est un médiéviste, archéologue, historien et philologue français.

## Biographie
René Louis naît le 2 mars 1906 à Auxerre,. Il est l'aîné de sept enfants.
Alors qu'il est étudiant, élève d'Henri Focillon à la Sorbonne, René Louis fait la découverte des fresques carolingiennes des cryptes de l'église abbatiale Saint-Germain d'Auxerre peintes entre 841 et 859. Après ses études, il devient l'élève des médiévistes Joseph Bédier (1864-1938) et Ferdinand Lot (1866-1952) en 1934. Il deviendra par la suite un spécialiste de la littérature du Moyen Âge.
Il entreprend de retrouver le lieu de la bataille de Vaubeton et découvre le site archéologique des fontaines salées à Saint-Père-sous-Vézelay dans le département de l'Yonne. Les fouilles dureront de 1934 à 1938.
En novembre 1947, il est nommé à la chaire de langue et de littérature françaises du Moyen Âge de la faculté de lettres de Lille. Il enseigne l'histoire littéraire médiévale dans les universités de Lille, Caen, Tours et Paris de 1941 à 1977.
En 1955, il fonde la Société Roncesvals
En 1982, des Mélanges lui sont offerts.
Il fut nommé par Jérôme Carcopino à la direction régionale de la première circonscription des Antiquités historiques, fonction qu'il occupera pendant seize ans.
Il meurt le 23 juin 1991,.

### Activités annexes
Musicien, il a aussi été un des dirigeants des Petits chanteurs à la croix de bois.

## Publications
- 1938 : Les cryptes carolingiennes de Saint-Germain d'Auxerre
- 1939 : Le Domaine de Régennes et Appoigny; histoire d'une seigneurie des évêques d'Auxerre du Ve siècle à la Révolution, avec Charles Porée
- 1938 : « Les Thermes gallo-romains des Fontaines-Salées à Saint-Père-sous-Vézelay », in Revue archéologique
- 1943 : Le Champ d'urnes des Fontaines-Salées et la civilisation des « Champs d'urnes », en Bourgogne
- 1946 : De l’histoire à la légende, Girart comte de Vienne (819-877), et ses fondations monastiques, t.I, Auxerre, Impr. Moderne, IX, 244.p.
- 1947 : De l’histoire à la légende, Girart comte de Vienne (819-877), dans les chansons de gestes, Girart de Vienne, Girart de Fraite, Girart de Roussillon, t.II, Auxerre, Impr. Moderne, IX, 416, et volume III:356.p. 16 planches. [compte-rendu de ces deux ouvrages par Ferdinand Lot dans Romania, 70, 1949, p. 192-233 et 355-396 ; et L. Levillain dans Moyen Âge, 55, 1949, p. 225-245].
- 1952 : Autessiodurum Christianum : les églises d'Auxerre des origines au XIe siècle, Paris, 1952.
- 1956 : « L'Épopée française est carolingienne », in Coloquios de Roves-valles, Publicaciones de la Faculdad de Filosofia y Letras, Série II, Num 18, Zaragoza, août 1955, p. 327-460.
- 1958 : « Esquisse d'une histoire du tombeau de Saint-Germain d'Auxerre de 448 à nos jours », in Écho de Saint-Pierre d'Auxerre, 1958.
- 1967 : Tristan et Iseult, Livre de Poche

## Distinctions
- 1948 : prix Gobert de l'Académie des Inscriptions et Belles-Lettres[3] pour De l’histoire à la légende, Girart comte de Vienne (819-877).

## Réception critique
- Étienne Delaruelle : « Le courage ne manque pas à l'auteur de Girart de Roussillon, qui dans les nombreux travaux qu'il a consacrés à l'épopée médiévale, a toujours su faire preuve de lucidité critique et d'imagination créatrice. »[réf. nécessaire]